# Comptabilité écosystémique du capital naturel
La Comptabilité écosystémique du capital naturel (CECN), en anglais Ecosystem Natural Capital Accounts (ENCA)  est une méthode comptable, multicritères et géolocalisée d'intégration et de synthèse de données biophysiques et socioéconomiques sur le potentiel et la durabilité socio-écologiques d'un pays, proposée par l'Institut de la francophonie pour le développement durable (IFDD).

## Historique
Depuis le Sommet de la Terre de Rio, en 1992, les accords internationaux reconnaissent l’intégration des ressources naturelles dans la comptabilité nationale comme un élément potentiellement transformateur pour les processus de décision. À la suite des demandes contenues dans le plan Action 21, les Nations unies ont proposé en 1993 un système comptable prenant conjointement en compte les dimensions économiques et environnementales : le Système de comptabilité économique et environnementale (ONU, 1994). Le SCEE a été révisé en 2003 et en 2012.

## Description
La CECN est avant tout une méthode opérationnelle qui consiste à mettre en relief les faiblesses sur les ressources environnementales (biodiversité/infrastructure écosystémique, eau, carbone/biomasse). La dégradation de tout ou partie d’un écosystème peut être mise en avant et suivie dans le temps au travers d’indicateurs clés. Cette méthode a été développée et promue par Jean-Louis Weber et Didier Babin.